# 마라 나바리아
마라 나바리아(이탈리아어: Mara Navarria, 1985년 7월 18일~)는 이탈리아의 펜싱 선수로 주 종목은 에페이다.

## 경력
2012년 하계 올림픽의 여자 에페 개인전과 단체전에 참가하였으나, 개인전에서는 32강에서 탈락하고, 단체전에서는 7위를 기록하였다.